# الانتخابات العامة البحرينية 2022
الانتخابات العامة البحرينية 2022 حيث تم خلالها أنتخاب أعضاء مجلس النواب للفصل التشريعي السادس (2022 - 2026) وكذالك أنتخاب أعضاء المجالس البلدية للدورة الجديدة (2022 - 2026) وأجريت الجولة الأولى للأنتخابات في يوم السبت 12 نوفمبر 2022 حيث فاز خلالها 6 مرحشين بعضوية مجلس النواب و7 مرشحين بعضوية المجالس البلدية وأجريت جولة الأعادة في الدوائر التي لم يتم حسم الفائزين فيها وذالك في يوم السبت 19 نوفمبر 2022 وفي يوم الأحد 20 نوفمبر 2022 تم الأعلان عن النتائج النهائية للأنتخابات 

## النظام الأنتخابي

### مجلس النواب
يتألف مجلس النواب من 40 عضو ينتخبهم الشعب البحريني وذالك عن طريق الأنتخاب العام السري المباشر حيث تقسم مملكة البحرين إلى 4 محافظات وهي محافظة العاصمة ومحافظة المحرق والمحافظة الشمالية والمحافظة الجنوبية وكل محافظة مقسمة إلى عدد من الدوائر الأنتخابية وقفا لما يلي:
- محافظة العاصمة 10 دوائر
- محافظة المحرق 8 دوائر
- المحافظة الشمالية 12 دائرة
- المحافظة الجنوبية 10 دوائر

وتنتخب كل دائرة مرشح واحد لعضوية المجلس ويكون الأنتخاب بالأغلبية المطلقة لعدد الأصوات وفي حال عدم تحقق هذه الأغلبية فيعاد الأنتخاب بين أكثر المرشحين الحاصلين على أكبر عدد من الأصوات وأذا لم يحصل أحد المرشحين على هذه الأغلبية يعتبر فائزاً من حصل على أكثر عدد من الأصوات
ووفقا للمادة 17 من المرسوم بقانون رقم 14 لسنة 2002 بشأن مباشرة الحقوق السياسية فأن تحديد الدوائر الأنتخابية يكون بمرسوم، وأيضا فأنه وفقا للمادة 15 من المرسوم بقانون رقم 14 لسنة 2002 بشأن مباشرة الحقوق السياسية فأن تحديد موعد الأنتخابات العامة لمجلس النواب يكون بأمر ملكي وكما تنص هذه المادة على أنه يكون أصدار الأمر الملكي بتحديد موعد الأنتخابات قبل التاريخ المحدد لأجراء الأنتخابات ب45 يوم على الأقل ووفقا لهذه المادة فأنه يجب أن يتضمن الأمر الملكي بتحديد موعد الأنتخابات تحديد تاريخ فتح باب الترشح للأنتخابات وتاريخ قفله

### المجالس البلدية
وكما تتألف محافظة المحرق والمحافظة الشمالية والمحافظة الجنوبية من مجالس بلدية وعدد أعضائها وقفاً لما ليلي:
- المجلس البلدي في محافظة المحرق 8 أعضاء
- المجلس البلدي في المحافظة الشمالية 12 أعضاء
- المجلس البلدي في المحافظة الجنوبية 10 أعضاء

والدوائر الأنتخابية للمجالس البلدية هي نفسها الدوائر الأنتخابية لمجلس النواب ويكون أنتخاب أعضاء المجالس البلدية عن طريق الأنتخاب العام السري المباشر وتنتخب كل دائرة مرشح واحد لعضوية المجلس ويكون الأنتخاب بالأغلبية المطلقة لعدد الأصوات وفي حال عدم تحقق هذه الأغلبية فيعاد الأنتخاب بين أكثر المرشحين الحاصلين على أكبر عدد من الأصوات وأذا لم يحصل أحد المرشحين على هذه الأغلبية يعتبر فائزاً من حصل على أكثر عدد من الأصوات.
ملاحظة: بالنسبة إلى محافظة العاصمة فأنه لا يوجد فيا مجلس بلدي حيث ألغي المجلس البلدي في محافظة العاصمة سنة 2014 وحل محله مجلس أمانة يكون تعين أعضائه بمرسوم.

## موعد الأنتخاب والترشح
- في يوم الخميس 8 سبتمبر 2022 أصدر الملك حمد بن عيسى آل خليفة ملك البحرين أمراً ملكي بتحديد موعد الأنتخابات النيابية وفتح باب الترشح لها حيث حدد الأمر الملكي يوم السبت 12 نوفمبر 2022 موعداً للأنتخابات على أن يعاد الأنتخاب في يوم السبت 19 نوفمبر 2022 في حال عدم التكمن من حسم الفائزين في الجولة الأولى وكما حدد الأمر الملكي فتح باب الترشح للأنتخابات النيابية خلال الفترة 5 - 9 أكتوبر 2022
- وكما أصدر الشيخ خالد بن عبدالله آل خليفة نائب رئيس مجلس الوزراء وزير البنية التحتية في نفس اليوم قراراً بتحديد موعد الأنتخابات البلدية وفتح باب الترشح لها حيث حدد القرار يوم السبت 12 نوفمبر 2022 موعداً للأنتخابات على أن يعاد الأنتخاب في يوم السبت 19 نوفمبر 2022 في حال عدم التكمن من حسم الفائزين في الجولة الأولى وكما حدد القرار فتح باب الترشح للأنتخابات النيابية خلال الفترة 5 - 9 أكتوبر 2022
- وفي يوم الأربعاء 5 أكتوبر 2022 فتح باب الترشح للأنتخابات حيث ترشح للأنتخابات 490 شخص في مختلف الدوائر الأنتخابية 316 شخص مرشحاً للأنتخابات النيابية و174 شخص مرشحاً للأنتخابات البلدية وكان أخر يوم للترشح يوم الأحد 9 أكتوبر 2022 وترشح للأنتخابات النيابية جميع أعضاء مجلس النواب 2018 ما عدا رئيسة مجلس النواب فوزية عبدالله زينل و6 نواب
- في يوم السبت 12 نوفمبر 2022 أجريت الجولة الأولى للأنتخابات حيث فاز خلالها 6 مرحشين بعضوية مجلس النواب و7 مرشحين بعضوية المجالس البلدية بينما لم يتم التمكن من حسن الفائزين في بقية الدوائر الأنتخابية لعدم حصول المرشحين أصحاب المركز الأول على الأغلبية المطلقة للأصوات حيث أجريت جولة الأعادة في هذه الدوائر في يوم السبت 19 نوفمبر 2022 بين المرشحين الحاصلين على المركز الأول والثاني وفي يوم الأحد 20 نوفمبر 2022 تم الأعلان عن النتائج النهائية للأنتخابات
- وشهدت تركيبة مجلس النواب 2022 تغير كبير حيث فاز بعضوية المجلس 28 نواب جدد بينما حافظ 7 نواب فقط من مجلس 2018 على عضويتهم في هاذا المجلس وهم: عبد النبي سلمان، الدكتور هشام العشيري، زينب عبد الأمير، الدكتور علي النعيمي، ممدوح الصالح، أحمد السلوم، خالد بوعنق وكما فاز 5 نواب سابقين من مجلس 2014 بعضوية هاذا المجلس وهم: محمد المعرفي، أحمد قراطة، حسن بوخماس، جلال كاظم، محمد الأحمد

## نتائج الأنتخابات النيابية

### محافظة العاصمة
| المرشح          | عدد الأصوات الجولة الأولى | النسبة المئوية الجولة الأولى | عدد الأصوات الجولة الثانية | النسبة المئوية الجولة الثانية |
| --------------- | ------------------------- | ---------------------------- | -------------------------- | ----------------------------- |
| محمد حسين جناحي | 2310                      | 78.20%                       |                            |                               |
| مراد علي مراد   | 644                       | 21.80%                       |                            |                               |

| المرشح                   | عدد الأصوات الجولة الأولى | النسبة المئوية الجولة الأولى | عدد الأصوات الجولة الثانية | النسبة المئوية الجولة الثانية |
| ------------------------ | ------------------------- | ---------------------------- | -------------------------- | ----------------------------- |
| أحمد قراطة               | 1111                      | 41.41%                       | 1367                       | 68.66%                        |
| سلمان الحوطي             | 371                       | 13.38%                       | 624                        | 31.34%                        |
| حسين عبدالله بن رجب      | 285                       | 10.62%                       |                            |                               |
| سوسن محمد كمال           | 216                       | 8.05%                        |                            |                               |
| حميد سمير سلطان          | 201                       | 7.49%                        |                            |                               |
| علاء الدين عبدعلي آل نوح | 159                       | 5.93%                        |                            |                               |
| سعاد محمد مبارك          | 99                        | 3.69%                        |                            |                               |
| محمد هزاع راشد           | 72                        | 2.68%                        |                            |                               |
| عبدالشهيد يوسف السماك    | 66                        | 2.46%                        |                            |                               |
| أمل علي بودهيش           | 57                        | 2.12%                        |                            |                               |
| أبراهيم عبدالرسول الزيرة | 24                        | 0.89%                        |                            |                               |
| أحمد محمد عبدالله        | 22                        | 0.82%                        |                            |                               |

| المرشح                | عدد الأصوات الجولة الأولى | النسبة المئوية الجولة الأولى | عدد الأصوات الجولة الثانية | النسبة المئوية الجولة الثانية |
| --------------------- | ------------------------- | ---------------------------- | -------------------------- | ----------------------------- |
| ممدوح عباس الصالح     | 1219                      | 48.60%                       | 1322                       | 65.71%                        |
| زينب محسن الحايكي     | 499                       | 19.90%                       | 690                        | 34.29%                        |
| عبدالهادي علي منصور   | 357                       | 14.23%                       |                            |                               |
| زهراء أمين الوطني     | 257                       | 10.25%                       |                            |                               |
| فاطمة عبدالرضا المدوب | 78                        | 3.11                         |                            |                               |
| علي حسن عبدالحسين     | 55                        | 2.19%                        |                            |                               |
| فاطمة سلمان داوود     | 43                        | 1.71%                        |                            |                               |

| المرشح             | عدد الأصوات الجولة الأولى | النسبة المئوية الجولة الأولى | عدد الأصوات الجولة الثانية | النسبة المئوية الجولة الثانية |
| ------------------ | ------------------------- | ---------------------------- | -------------------------- | ----------------------------- |
| حسن عيد بوخماس     | 1236                      | 35.28%                       | 2431                       | 81.22%                        |
| عمار أحمد البنادي  | 611                       | 17.44                        | 562                        | 18.78%                        |
| بارعة فرج سالم     | 448                       | 12.79%                       |                            |                               |
| عبدالله جمعة فيروز | 412                       | 11.76                        |                            |                               |
| نور عبدالجبار قاسم | 376                       | 10.73                        |                            |                               |
| حمد حسن النعيمي    | 367                       | 10.48%                       |                            |                               |
| جمال مبارك العطية  | 53                        | 1.51%                        |                            |                               |

| المرشح                    | عدد الأصوات الجولة الأولى | النسبة المئوية الجولة الأولى | عدد الأصوات الجولة الثانية | النسبة المئوية الجولة الثانية |
| ------------------------- | ------------------------- | ---------------------------- | -------------------------- | ----------------------------- |
| أحمد صباح السلوم          | 1332                      | 43.90%                       | 1472                       | 56.81%                        |
| محمد علي الجابري          | 733                       | 24.16%                       | 1119                       | 43.19%                        |
| الشيخ عبدالله جعفر العالي | 320                       | 10.55%                       |                            |                               |
| مهدي صالح المدحوب         | 309                       | 10.18%                       |                            |                               |
| علي خليل الحايكي          | 143                       | 4.71%                        |                            |                               |
| أنور محمد عبدالغفور       | 133                       | 3.72%                        |                            |                               |
| خالد صالح قاسم            | 44                        | 1.45%                        |                            |                               |
| عبدالأمير حسن علي         | 40                        | 1.32%                        |                            |                               |

| المرشح                     | عدد الأصوات الجولة الأولى | النسبة المئوية الجولة الأولى | عدد الأصوات الجولة الثانية | النسبة المئوية الجولة الثانية |
| -------------------------- | ------------------------- | ---------------------------- | -------------------------- | ----------------------------- |
| محمود ميرزا الفردان        | 1685                      | 29.75%                       | 2623                       | 59.14%                        |
| السيد محمد موسى السهلاوي   | 1229                      | 21.70%                       | 1812                       | 40.86%                        |
| عادل بلاب البلال           | 550                       | 9.71%                        |                            |                               |
| نادية أحمد أبراهيم         | 439                       | 7.75%                        |                            |                               |
| كامل ميرزا عبدالحسين       | 392                       | 6.92%                        |                            |                               |
| السيد محمود محمد التوبلاني | 362                       | 6.39%                        |                            |                               |
| معصومة حسن عبدالرحيم       | 274                       | 4.84%                        |                            |                               |
| محمود السيد جعفر العلوي    | 218                       | 3.85%                        |                            |                               |
| علي عبدالحسين علي          | 157                       | 2.77%                        |                            |                               |
| صادق أحمد غلام             | 148                       | 2.61%                        |                            |                               |
| أبراهيم أحمد آل سهوان      | 121                       | 2.14%                        |                            |                               |
| سلمان عادل عواجي           | 59                        | 1.04%                        |                            |                               |
| فاضل علي السندي            | 30                        | 0.53%                        |                            |                               |

| المرشح                 | عدد الأصوات الجولة الأولى | النسبة المئوية الجولة الأولى | عدد الأصوات الجولة الثانية | النسبة المئوية الجولة الثانية |
| ---------------------- | ------------------------- | ---------------------------- | -------------------------- | ----------------------------- |
| زينب عبدالأمير خليل    | 3202                      | 50.95%                       |                            |                               |
| سلمان عيسى سلمان       | 620                       | 9.87%                        |                            |                               |
| مجدي جاسم النشيط       | 432                       | 6.87%                        |                            |                               |
| سعيد عباس عيسى         | 420                       | 6.68%                        |                            |                               |
| أمل محمد حبيب          | 364                       | 5.79%                        |                            |                               |
| نسيم محمد علي          | 296                       | 4.71%                        |                            |                               |
| رباب عبدالله شمسان     | 205                       | 3.26%                        |                            |                               |
| سمانة عبدالحسن حيدري   | 199                       | 3.17%                        |                            |                               |
| أبتهاج عبدالله العسبول | 141                       | 2.24%                        |                            |                               |
| علي حسن طاهري          | 106                       | 1.69%                        |                            |                               |
| مجيد يوسف آل مبارك     | 98                        | 1.56%                        |                            |                               |
| باسل حبيب العريض       | 86                        | 1.37%                        |                            |                               |
| هناء محمد عبدالكريم    | 55                        | 0.8%                         |                            |                               |
| رياض عبدالكريم أحمد    | 23                        | 0.35%                        |                            |                               |
| ساجدة جاسم سوار        | 20                        | 0.32%                        |                            |                               |
| جعفر علي حسن           | 17                        | 0.27%                        |                            |                               |

| المرشح                | عدد الأصوات الجولة الأولى | النسبة المئوية الجولة الأولى | عدد الأصوات الجولة الثانية | النسبة المئوية الجولة الثانية |
| --------------------- | ------------------------- | ---------------------------- | -------------------------- | ----------------------------- |
| جليلة علوي السيد حسن  | 766                       | 33.10%                       | 1049                       | 59.20%                        |
| حسين علي أضرابوه      | 502                       | 21.69%                       | 723                        | 40.80%                        |
| فاضل عباس السواد      | 305                       | 13.18%                       |                            |                               |
| زهراء عبدالحافظ ربيعي | 281                       | 12.14%                       |                            |                               |
| فيصل مكي الملا        | 211                       | 9.12%                        |                            |                               |
| ناصر محمد علي         | 102                       | 4.41%                        |                            |                               |
| سمير عبدالله علي      | 96                        | 4.15%                        |                            |                               |
| عقيل سلمان صليل       | 28                        | 1.21%                        |                            |                               |
| جعفر عبدالله عباس     | 23                        | 0.99%                        |                            |                               |

| المرشح              | عدد الأصوات الجولة الأولى | النسبة المئوية الجولة الأولى | عدد الأصوات الجولة الثانية | النسبة المئوية الجولة الثانية |
| ------------------- | ------------------------- | ---------------------------- | -------------------------- | ----------------------------- |
| عمار حسين أبراهيم   | 1047                      | 34.07%                       | 1195                       | 58.14%                        |
| محسن علي العسبول    | 1033                      | 33.62%                       | 1660                       | 41.86%                        |
| أبراهيم علي العصفور | 501                       | 16.30%                       |                            |                               |
| أحمد عبدعلي علي     | 492                       | 16.01%                       |                            |                               |

| المرشح                    | عدد الأصوات الجولة الأولى | النسبة المئوية الجولة الأولى | عدد الأصوات الجولة الثانية | النسبة المئوية الجولة الثانية |
| ------------------------- | ------------------------- | ---------------------------- | -------------------------- | ----------------------------- |
| أيمان حسن شويطر           | 1532                      | 22.72%                       | 4310                       | 73.60%                        |
| علي محمد أسحاقي           | 1136                      | 16.85%                       | 1546                       | 26.40%                        |
| نواف محمد الجشي           | 979                       | 14.52%                       |                            |                               |
| نجمة غلوم رضا             | 856                       | 12.70%                       |                            |                               |
| محمد يحيى دلشاد           | 585                       | 8.68%                        |                            |                               |
| عطية الله عبدالله آل سنان | 464                       | 6.88%                        |                            |                               |
| عبدالله حسن محمد          | 336                       | 4.98%                        |                            |                               |
| حسن فواز الرويعي          | 272                       | 4.03%                        |                            |                               |
| عالية جاسم الهملان        | 237                       | 3.52%                        |                            |                               |
| محمد عبدالكريم الحايكي    | 152                       | 2.25%                        |                            |                               |
| شمشاد فاروق محمد          | 73                        | 1.08%                        |                            |                               |
| هاني حمزة علي             | 67                        | 0.99%                        |                            |                               |
| يوسف أحمد يوسف            | 53                        | 0.79%                        |                            |                               |

### محافظة المحرق
| المرشح                    | عدد الأصوات الجولة الأولى | النسبة المئوية الجولة الأولى | عدد الأصوات الجولة الثانية | النسبة المئوية الجولة الثانية |
| ------------------------- | ------------------------- | ---------------------------- | -------------------------- | ----------------------------- |
| محرق رفيق الحسيني         | 2050                      | 26.76%                       | 5247                       | 60.52%                        |
| عصام السيد أسماعيل العلوي | 1645                      | 17.57%                       | 3423                       | 39.48%                        |
| عبدالعزيز عيسى المناعي    | 1130                      | 12.07                        |                            |                               |
| حمد أحمد الكوهجي          | 1078                      | 11.52%                       |                            |                               |
| غازي عبدالعزيز المرباطي   | 831                       | 8.88%                        |                            |                               |
| محمد عبدالله المطوع       | 775                       | 8.28%                        |                            |                               |
| خالد يوسف صليبيغ          | 566                       | 6.05%                        |                            |                               |
| أحمد محمد التميمي         | 345                       | 3.69%                        |                            |                               |
| جمال حسن الجودر           | 149                       | 1.59%                        |                            |                               |
| خولة محمد البوسميط        | 116                       | 1.24%                        |                            |                               |
| صَباح خميس الذوادي         | 108                       | 1.15%                        |                            |                               |
| جاسم محمد الحمادي         | 63                        | 0.67%                        |                            |                               |
| صالح عبدالله الساده       | 50                        | 0.53%                        |                            |                               |

| المرشح               | عدد الأصوات الجولة الأولى | النسبة المئوية الجولة الأولى | عدد الأصوات الجولة الثانية | النسبة المئوية الجولة الثانية |
| -------------------- | ------------------------- | ---------------------------- | -------------------------- | ----------------------------- |
| أبراهيم خالد النفيعي | 1455                      | 32.46%                       | 1908                       | 47.01%                        |
| حمد فاروق الدوي      | 1413                      | 31.52%                       | 2151                       | 52.99%                        |
| محمد أحمد الجودر     | 970                       | 21.64%                       |                            |                               |
| أبراهيم محمد بوصندل  | 526                       | 11.73%                       |                            |                               |
| محمد عمر القاضي      | 119                       | 2.65%                        |                            |                               |

| المرشح                    | عدد الأصوات الجولة الأولى | النسبة المئوية الجولة الأولى | عدد الأصوات الجولة الثانية | النسبة المئوية الجولة الثانية |
| ------------------------- | ------------------------- | ---------------------------- | -------------------------- | ----------------------------- |
| مجمد جاسم العليوي         | 1646                      | 36.77%                       | 2143                       | 51.78%                        |
| عبدالكريم أبراهيم العمادي | 1485                      | 33.18%                       | 1996                       | 48.22%                        |
| أحمد خليل بوحجي           | 551                       | 12.31%                       |                            |                               |
| أسحاق أحمد الكوهجي        | 382                       | 8.53%                        |                            |                               |
| لبنى محمد الحسن           | 270                       | 6.03%                        |                            |                               |
| نواف عيسى المحميد         | 142                       | 3.17%                        |                            |                               |

| المرشح                    | عدد الأصوات الجولة الأولى | النسبة المئوية الجولة الأولى | عدد الأصوات الجولة الثانية | النسبة المئوية الجولة الثانية |
| ------------------------- | ------------------------- | ---------------------------- | -------------------------- | ----------------------------- |
| هشام عبدالعزيز العوضي     | 1955                      | 43.28%                       | 1605                       | 39.71%                        |
| علي حسن جاسم              | 936                       | 20.72%                       | 2437                       | 60.29%                        |
| ندى عبدالله المنصوري      | 771                       | 17.07%                       |                            |                               |
| أمين عبدالقادر عبدالرحمان | 717                       | 15.87%                       |                            |                               |
| أبوبكر حبيب محمد          | 138                       | 3.06%                        |                            |                               |

| المرشح               | عدد الأصوات الجولة الأولى | النسبة المئوية الجولة الأولى | عدد الأصوات الجولة الثانية | النسبة المئوية الجولة الثانية |
| -------------------- | ------------------------- | ---------------------------- | -------------------------- | ----------------------------- |
| خالد صالح بوعنق      | 5150                      | 38.44%                       | 7999                       | 65.07%                        |
| أحمد محمد بوهزاع     | 2940                      | 21.94%                       | 4293                       | 34.93%                        |
| علي يعقوب المقلة     | 1115                      | 8.32%                        |                            |                               |
| هنادي عيسى الجودر    | 986                       | 7.36%                        |                            |                               |
| نورة راشد الخاطر     | 546                       | 4.07%                        |                            |                               |
| عبدالله يوسف السهلي  | 524                       | 3.91%                        |                            |                               |
| سعد محبوب الدوسري    | 519                       | 3.87%                        |                            |                               |
| أريج عبداللطيف شريف  | 400                       | 2.99%                        |                            |                               |
| دنيا عبدالكريم فخروي | 354                       | 2.64%                        |                            |                               |
| عبير أحمد الجودر     | 295                       | 2.20%                        |                            |                               |
| يوسف محمد بحر        | 227                       | 1.69%                        |                            |                               |
| عمال عبدالله المطوع  | 187                       | 1.40%                        |                            |                               |
| أحمد نجيب أحمد       | 101                       | 0.75%                        |                            |                               |
| حسين علي النايم      | 55                        | 0.41%                        |                            |                               |

| المرشح                   | عدد الأصوات الجولة الأولى | النسبة المئوية الجولة الأولى | عدد الأصوات الجولة الثانية | النسبة المئوية الجولة الثانية |
| ------------------------ | ------------------------- | ---------------------------- | -------------------------- | ----------------------------- |
| الدكتور هشام أحمد العشري | 1852                      | 63.12%                       |                            |                               |
| أسرار عبدالمجيد العشيري  | 649                       | 22.12%                       |                            |                               |
| منى جاسم الحايكي         | 433                       | 17.76%                       |                            |                               |

| المرشح                | عدد الأصوات الجولة الأولى | النسبة المئوية الجولة الأولى | عدد الأصوات الجولة الثانية | النسبة المئوية الجولة الثانية |
| --------------------- | ------------------------- | ---------------------------- | -------------------------- | ----------------------------- |
| عثمان محمد الريس      | 3073                      | 28.99%                       | 4339                       | 46.38%                        |
| عبدالله حسن الظاعن    | 1681                      | 15.86%                       | 5017                       | 53.62%                        |
| عيسى أحمد الموسى      | 960                       | 9.06%                        |                            |                               |
| خالد جاسم بومطيع      | 707                       | 6.67%                        |                            |                               |
| عبدالله خالد البستكي  | 553                       | 5.22%                        |                            |                               |
| بدر سلطان الحمادي     | 535                       | 5.05%                        |                            |                               |
| راشد خليفة البنزايد   | 521                       | 4.92%                        |                            |                               |
| حنان سيف يوسف         | 437                       | 4.12%                        |                            |                               |
| صلاح محمد العشار      | 411                       | 3.88%                        |                            |                               |
| محمد عدنان الساده     | 345                       | 3.25%                        |                            |                               |
| عبدالله عيسى النعيمي  | 343                       | 3.24%                        |                            |                               |
| خديجة علي الحمادي     | 239                       | 2.25%                        |                            |                               |
| وليد عيسى الماعي      | 237                       | 2.24%                        |                            |                               |
| أحمد عادل الجودر      | 169                       | 1.59%                        |                            |                               |
| حسن محمد البستكي      | 159                       | 1.50%                        |                            |                               |
| عادل مال الله الخالدي | 109                       | 1.03%                        |                            |                               |
| شاهين عبدالله الجنيد  | 71                        | 0.67%                        |                            |                               |
| محمد يوسف عبدالله     | 50                        | 0.47%                        |                            |                               |

| المرشح               | عدد الأصوات الجولة الأولى | النسبة المئوية الجولة الأولى | عدد الأصوات الجولة الثانية | النسبة المئوية الجولة الثانية |
| -------------------- | ------------------------- | ---------------------------- | -------------------------- | ----------------------------- |
| أحمد سلمان المسلم    | 7711                      | 52.46%                       |                            |                               |
| عبدالرحمان علي بوعلي | 2885                      | 19.63%                       |                            |                               |
| سمير عبدالله الخادم  | 1502                      | 10.22%                       |                            |                               |
| نور عدنان الشامسي    | 631                       | 4.29%                        |                            |                               |
| عمار محمود آل محمود  | 606                       | 4.12%                        |                            |                               |
| رائد خليل الأحمد     | 602                       | 4.10%                        |                            |                               |
| محمد عيسى العمادي    | 507                       | 3.45%                        |                            |                               |
| مهره محمد غريب       | 148                       | 1.01%                        |                            |                               |
| رياض صالح الأنصاري   | 106                       | 0.72%                        |                            |                               |

### المحافظة الشمالية
| المرشح                 | عدد الأصوات الجولة الأولى | النسبة المئوية الجولة الأولى | عدد الأصوات الجولة الثانية | النسبة المئوية الجولة الثانية |
| ---------------------- | ------------------------- | ---------------------------- | -------------------------- | ----------------------------- |
| مهدي عبدالعزيز الشويخ  | 1095                      | 42.12%                       | 1443                       | 78.51%                        |
| كلثم عبدالكريم الحايكي | 469                       | 18.04%                       | 395                        | 21.49%                        |
| محمد عادل الموسوي      | 292                       | 11.23%                       |                            |                               |
| ياسر علي نصيف          | 266                       | 10.23%                       |                            |                               |
| منير عبدالجليل شهاب    | 178                       | 6.85%                        |                            |                               |
| محمد عبدالوهاب ربيع    | 177                       | 6.81%                        |                            |                               |
| حسين حسن حمادي         | 123                       | 4.73%                        |                            |                               |

| المرشح             | عدد الأصوات الجولة الأولى | النسبة المئوية الجولة الأولى | عدد الأصوات الجولة الثانية | النسبة المئوية الجولة الثانية |
| ------------------ | ------------------------- | ---------------------------- | -------------------------- | ----------------------------- |
| جلال كاظم المحفوظ  | 835                       | 37.97%                       | 868                        | 51.48%                        |
| علي سعيد الدرازي   | 768                       | 34.92%                       | 818                        | 48.52%                        |
| فاطمة عباس القطري  | 271                       | 12.32%                       |                            |                               |
| ثريا يوسف الأنصاري | 195                       | 7.96%                        |                            |                               |
| محمد عبدالله حبيب  | 80                        | 3.64%                        |                            |                               |
| حسين علي حماده     | 70                        | 3.18%                        |                            |                               |

| المرشح                  | عدد الأصوات الجولة الأولى | النسبة المئوية الجولة الأولى | عدد الأصوات الجولة الثانية | النسبة المئوية الجولة الثانية |
| ----------------------- | ------------------------- | ---------------------------- | -------------------------- | ----------------------------- |
| وليد جابر الدوسري       | 2127                      | 28.83%                       | 3438                       | 52.85%                        |
| عبدالله أبراهيم الدوسري | 1105                      | 14.98%                       | 3067                       | 47.15%                        |
| أماني أحمد النفيعي      | 952                       | 12.90%                       |                            |                               |
| علي سعيد المعمري        | 786                       | 10.65%                       |                            |                               |
| حمد سالم الدوسري        | 630                       | 8.54%                        |                            |                               |
| خالد عبدالله القعود     | 568                       | 7.70%                        |                            |                               |
| غازي صالح الدوسري       | 563                       | 7.63%                        |                            |                               |
| رامي راشد الكعبي        | 350                       | 4.47                         |                            |                               |
| محمد خليفة الدوسري      | 296                       | 4.01%                        |                            |                               |

| المرشح               | عدد الأصوات الجولة الأولى | النسبة المئوية الجولة الأولى | عدد الأصوات الجولة الثانية | النسبة المئوية الجولة الثانية |
| -------------------- | ------------------------- | ---------------------------- | -------------------------- | ----------------------------- |
| حسن أبراهيم حسن      | 2303                      | 39.55%                       | 3061                       | 69.38%                        |
| علي جاسم معيوف       | 866                       | 14.87%                       | 1351                       | 30.62%                        |
| لائقة أبراهيم عبدعلي | 615                       | 10.56%                       |                            |                               |
| أمل سلمان عطية       | 486                       | 8.35%                        |                            |                               |
| أنور لطس المحمد      | 407                       | 6.99%                        |                            |                               |
| عباس محمد أحمد       | 379                       | 6.51%                        |                            |                               |
| جهاد جعفر المؤمن     | 279                       | 4.79%                        |                            |                               |
| راضي أسماعيل رضي     | 249                       | 4.28%                        |                            |                               |
| أبراهيم أحمد آل شهاب | 239                       | 4.10%                        |                            |                               |

| المرشح                | عدد الأصوات الجولة الأولى | النسبة المئوية الجولة الأولى | عدد الأصوات الجولة الثانية | النسبة المئوية الجولة الثانية |
| --------------------- | ------------------------- | ---------------------------- | -------------------------- | ----------------------------- |
| السيد فلاح هاشم فلاح  | 866                       | 19.98%                       | 2036                       | 61.81%                        |
| مربم حسن الصائغ       | 799                       | 18.44%                       | 1258                       | 38.19%                        |
| أحمد يوسف غلوم        | 679                       | 15.67%                       |                            |                               |
| السيد جعفر مهدي شرف   | 556                       | 12.83%                       |                            |                               |
| وفاء عبدالعزيز حمد    | 426                       | 9.83%                        |                            |                               |
| نور بدر الحايكي       | 406                       | 9.37%                        |                            |                               |
| السيد مجتبى أحمد حمزة | 237                       | 5.47%                        |                            |                               |
| محمد يوسف فردان       | 148                       | 3.41%                        |                            |                               |
| يوسف محمد الجناحي     | 95                        | 2.19%                        |                            |                               |
| بوران خليل الأنصاري   | 87                        | 2.01%                        |                            |                               |
| محمد يحيى آل معتوق    | 35                        | 0.81%                        |                            |                               |
|                       |                           |                              |                            |                               |
|                       |                           |                              |                            |                               |

| المرشح                  | عدد الأصوات الجولة الأولى | النسبة المئوية الجولة الأولى | عدد الأصوات الجولة الثانية | النسبة المئوية الجولة الثانية |
| ----------------------- | ------------------------- | ---------------------------- | -------------------------- | ----------------------------- |
| عبدالنبي سلمان أحمد     | 4090                      | 68.92%                       |                            |                               |
| نادية أسماعيل حسن       | 740                       | 12.45%                       |                            |                               |
| محمد حسين العالي        | 312                       | 5.25%                        |                            |                               |
| نايف حمود خلف           | 208                       | 3.50%                        |                            |                               |
| محمد علي القلاف         | 183                       | 3.08%                        |                            |                               |
| عبدالله محمد الحمادي    | 171                       | 2.88%                        |                            |                               |
| أحمد عبدالله الجابري    | 139                       | 2.34%                        |                            |                               |
| حميد عبدالرضا عبدالعزيز | 100                       | 1.68                         |                            |                               |

| المرشح                | عدد الأصوات الجولة الأولى | النسبة المئوية الجولة الأولى | عدد الأصوات الجولة الثانية | النسبة المئوية الجولة الثانية |
| --------------------- | ------------------------- | ---------------------------- | -------------------------- | ----------------------------- |
| مجيد أبراهيم أديب     | 853                       | 15.99%                       | 1074                       | 32.81%                        |
| منير أبراهيم سرور     | 822                       | 15.40%                       | 2199                       | 67.19%                        |
| عبدالحسين محمد آل ضيف | 789                       | 14.79%                       |                            |                               |
| علي حسن سكران         | 704                       | 13.19%                       |                            |                               |
| لطيفة عبدالله المير   | 657                       | 12.31%                       |                            |                               |
| حمده أحمد النشمي      | 506                       | 9.48%                        |                            |                               |
| عباس حسن أبراهيم      | 360                       | 6.75%                        |                            |                               |
| أحمد يوسف الدمستاني   | 357                       | 6.69%                        |                            |                               |
| بتول أبراهيم علي      | 146                       | 2.74%                        |                            |                               |
| أحمد حسن يوسف         | 142                       | 2.66%                        |                            |                               |

| المرشح                        | عدد الأصوات الجولة الأولى | النسبة المئوية الجولة الأولى | عدد الأصوات الجولة الثانية | النسبة المئوية الجولة الثانية |
| ----------------------------- | ------------------------- | ---------------------------- | -------------------------- | ----------------------------- |
| الدكتور عبدالله خليفة الذوادي | 3555                      | 40.21%                       | 2772                       | 34.31%                        |
| عبدالحكيم محمد الشنو          | 1630                      | 18.44%                       | 5307                       | 65.69%                        |
| الدكتور أحمد عبدالله فرحان    | 1347                      | 15.24%                       |                            |                               |
| خالد عبدالله المناصير         | 1014                      | 11.47%                       |                            |                               |
| سهى يوسف الغوزي               | 720                       | 8.14%                        |                            |                               |
| عامر محمد الرويعي             | 336                       | 3.80%                        |                            |                               |
| يعقوب يوسف شويطر              | 135                       | 1.53%                        |                            |                               |
| سلمان سيف الشميري             | 103                       | 1.17%                        |                            |                               |

| المرشح                   | عدد الأصوات الجولة الأولى | النسبة المئوية الجولة الأولى | عدد الأصوات الجولة الثانية | النسبة المئوية الجولة الثانية |
| ------------------------ | ------------------------- | ---------------------------- | -------------------------- | ----------------------------- |
| محمد سلمان الأحمد        | 1510                      | 22.47%                       | 2889                       | 51.51%                        |
| عباس جمعة العماني        | 1487                      | 22.40%                       | 2729                       | 48.49%                        |
| أحمد أيهاب الحدي         | 1352                      | 20.36%                       |                            |                               |
| لطيفة يوسف عيد           | 569                       | 8.57%                        |                            |                               |
| علي حسين الكظاف          | 516                       | 7.77                         |                            |                               |
| يوسف زين العابدين زينل   | 483                       | 7.28%                        |                            |                               |
| عبدالحميد عبدالحسين أحمد | 323                       | 4.87%                        |                            |                               |
| عبدالرحمان محمد الذوادي  | 213                       | 3.21%                        |                            |                               |
| الشيخ يعقوب يوسف الدخيل  | 133                       | 2.00%                        |                            |                               |
| شمه سالم عتيق            | 53                        | 0.80%                        |                            |                               |

| المرشح              | عدد الأصوات الجولة الأولى | النسبة المئوية الجولة الأولى | عدد الأصوات الجولة الثانية | النسبة المئوية الجولة الثانية |
| ------------------- | ------------------------- | ---------------------------- | -------------------------- | ----------------------------- |
| باسم سلمان المالكي  | 2748                      | 30.49%                       | 2591                       | 31.65%                        |
| جميل داد ملا حسن    | 2540                      | 28.18%                       | 5596                       | 68.35%                        |
| عدنان محمود التميمي | 1657                      | 18.38%                       |                            |                               |
| مريم حمد محمد الشيخ | 1058                      | 11.74%                       |                            |                               |
| خليفة محمد الرويعي  | 575                       | 6.38%                        |                            |                               |
| هشام علي ربيعه      | 436                       | 4.84%                        |                            |                               |

| المرشح               | عدد الأصوات الجولة الأولى | النسبة المئوية الجولة الأولى | عدد الأصوات الجولة الثانية | النسبة المئوية الجولة الثانية |
| -------------------- | ------------------------- | ---------------------------- | -------------------------- | ----------------------------- |
| محمد حسن سويد        | 1771                      | 24.40%                       | 2680                       | 44.45%                        |
| باسمه عبدالكريم مهدي | 1173                      | 16.16%                       | 3349                       | 55.55%                        |
| محمد خليفة بوحمود    | 1096                      | 15.10%                       |                            |                               |
| محمد سالم بوقيس      | 998                       | 13.75%                       |                            |                               |
| خالد فرحان السليمان  | 732                       | 10.09%                       |                            |                               |
| صالح جعفر صالح       | 428                       | 5.90%                        |                            |                               |
| سعيد علي الماجد      | 422                       | 5.82%                        |                            |                               |
| علي سالم الفضلي      | 397                       | 5.47%                        |                            |                               |
| زيد شاكر العنزي      | 240                       | 3.31%                        |                            |                               |

| المرشح               | عدد الأصوات الجولة الأولى | النسبة المئوية الجولة الأولى | عدد الأصوات الجولة الثانية | النسبة المئوية الجولة الثانية |
| -------------------- | ------------------------- | ---------------------------- | -------------------------- | ----------------------------- |
| محمود مكي البحراني   | 1859                      | 22.73%                       | 2413                       | 36.40%                        |
| حنان محمد علي        | 1727                      | 21.12%                       | 4217                       | 63.60%                        |
| مربم جميل مدن        | 1234                      | 15.09%                       |                            |                               |
| نوره سعود الدوسري    | 1133                      | 13.86%                       |                            |                               |
| رؤى السيد منصور علوي | 761                       | 9.31%                        |                            |                               |
| علي حسين حاجي        | 688                       | 8.41%                        |                            |                               |
| حمد محمد بدو         | 364                       | 4.45%                        |                            |                               |
| هشام محمد جناحي      | 166                       | 2.03                         |                            |                               |
| أحمد السيد علي حسن   | 142                       | 1.74%                        |                            |                               |
| علي فردان محمد       | 103                       | 1.26%                        |                            |                               |

### المحافظة الجنوبية
| المرشح                 | عدد الأصوات الجولة الأولى | النسبة المئوية الجولة الأولى | عدد الأصوات الجولة الثانية | النسبة المئوية الجولة الثانية |
| ---------------------- | ------------------------- | ---------------------------- | -------------------------- | ----------------------------- |
| أحمد محمد العامر       | 1260                      | 26.73%                       | 1272                       | 29.59%                        |
| عبدالله خليفة الرميحي  | 986                       | 20.92%                       | 3027                       | 70.41%                        |
| عدنان محمد المالكي     | 981                       | 20.81%                       |                            |                               |
| عبدالله عيسى الدوسري   | 436                       | 9.25%                        |                            |                               |
| محمد عبدالله مطر       | 361                       | 7.66%                        |                            |                               |
| خالد أبراهيم هجرس      | 206                       | 4.37%                        |                            |                               |
| فريد عبدالله الشايب    | 152                       | 3.23%                        |                            |                               |
| محمد عبدالله الخال     | 149                       | 3.16%                        |                            |                               |
| يسرى مطر المالود       | 118                       | 2.50%                        |                            |                               |
| عبدالرحمان عبدالله حسن | 64                        | 1.36%                        |                            |                               |

| المرشح               | عدد الأصوات الجولة الأولى | النسبة المئوية الجولة الأولى | عدد الأصوات الجولة الثانية | النسبة المئوية الجولة الثانية |
| -------------------- | ------------------------- | ---------------------------- | -------------------------- | ----------------------------- |
| مريم صالح الضاعن     | 1751                      | 37.56%                       | 2476                       | 58.09%                        |
| أبراهيم محمد بوهزاع  | 1262                      | 27.07%                       | 1786                       | 41.91%                        |
| حمد خلف بورشيد       | 626                       | 13.43%                       |                            |                               |
| أسامة جاسم أحمد      | 446                       | 9.57%                        |                            |                               |
| أحمد صالح محمد       | 361                       | 7.74%                        |                            |                               |
| محمد عبدالله التميمي | 216                       | 4.63%                        |                            |                               |

| المرشح                   | عدد الأصوات الجولة الأولى | النسبة المئوية الجولة الأولى | عدد الأصوات الجولة الثانية | النسبة المئوية الجولة الثانية |
| ------------------------ | ------------------------- | ---------------------------- | -------------------------- | ----------------------------- |
| أحمد يوسف الأنصاري       | 2406                      | 34.33%                       | 2191                       | 34.02%                        |
| محمد محمد الرفاعي        | 1623                      | 23.16%                       | 4250                       | 65.98%                        |
| عادل علي اليحيى          | 1335                      | 19.05%                       |                            |                               |
| منى عيسى الدوي           | 851                       | 12.14%                       |                            |                               |
| عبدالعزيز قاسم عبدالواحد | 404                       | 5.76%                        |                            |                               |
| سهى عبدالرحمان الفايز    | 224                       | 3.20%                        |                            |                               |
| عبدالله خليل بوغمار      | 103                       | 1.47%                        |                            |                               |
| خالد يوسف موسى           | 41                        | 0.59%                        |                            |                               |
| محمد يوسف قمبر           | 21                        | 0.30%                        |                            |                               |

| المرشح                      | عدد الأصوات الجولة الأولى | النسبة المئوية الجولة الأولى | عدد الأصوات الجولة الثانية | النسبة المئوية الجولة الثانية |
| --------------------------- | ------------------------- | ---------------------------- | -------------------------- | ----------------------------- |
| محمد يوسف المعرفي           | 2972                      | 30.88%                       | 5805                       | 32.14%                        |
| علي أحمد زايد               | 2450                      | 25.46%                       | 2749                       | 67.86%                        |
| أحمد عبدالله البي           | 1265                      | 13.14%                       |                            |                               |
| عبدالرحمان السيدة أحمد محمد | 724                       | 7.52%                        |                            |                               |
| يوسف أبراهيم الصباغ         | 697                       | 7.24%                        |                            |                               |
| فهد سعد الدوسري             | 599                       | 6.22%                        |                            |                               |
| فضة خلف الخلف               | 559                       | 5.81%                        |                            |                               |
| نجاه محمد سالم              | 358                       | 3.72%                        |                            |                               |

| المرشح                  | عدد الأصوات الجولة الأولى | النسبة المئوية الجولة الأولى | عدد الأصوات الجولة الثانية | النسبة المئوية الجولة الثانية |
| ----------------------- | ------------------------- | ---------------------------- | -------------------------- | ----------------------------- |
| محمد موسى علي           | 3450                      | 44.64%                       | 4810                       | 67.59%                        |
| خليفة عبدالله الغانم    | 1751                      | 22.65%                       | 2306                       | 32.41%                        |
| سلمان خالد السبيعي      | 1402                      | 18.14%                       |                            |                               |
| عبداللطيف محمد المجيران | 861                       | 11.14%                       |                            |                               |
| ليلى حسن محمد           | 265                       | 3.43%                        |                            |                               |

| المرشح                  | عدد الأصوات الجولة الأولى | النسبة المئوية الجولة الأولى | عدد الأصوات الجولة الثانية | النسبة المئوية الجولة الثانية |
| ----------------------- | ------------------------- | ---------------------------- | -------------------------- | ----------------------------- |
| نجيب حمد الكواري        | 2933                      | 44.13%                       | 4130                       | 70.79%                        |
| أنس علي بوهندي          | 1141                      | 17.17%                       | 1704                       | 29.21%                        |
| ناديه عبدالعرحمان العمر | 976                       | 14.69%                       |                            |                               |
| نوال أحمد الدوسري       | 693                       | 10.43%                       |                            |                               |
| أيمن عادل الياسي        | 515                       | 7.75%                        |                            |                               |
| صلاح عبدالله الدوسري    | 261                       | 3.93%                        |                            |                               |
| يعقوب سالم عتيق         | 127                       | 1.91%                        |                            |                               |

| المرشح             | عدد الأصوات الجولة الأولى | النسبة المئوية الجولة الأولى | عدد الأصوات الجولة الثانية | النسبة المئوية الجولة الثانية |
| ------------------ | ------------------------- | ---------------------------- | -------------------------- | ----------------------------- |
| علي ماجد النعيمي   | 3459                      | 52.60%                       |                            |                               |
| أحمد سالم التميعي  | 2335                      | 32.51%                       |                            |                               |
| مشعل ناصر الذوادي  | 656                       | 9.98%                        |                            |                               |
| صلاح راشد العبيدان | 126                       | 1.92%                        |                            |                               |

| المرشح                 | عدد الأصوات الجولة الأولى | النسبة المئوية الجولة الأولى | عدد الأصوات الجولة الثانية | النسبة المئوية الجولة الثانية |
| ---------------------- | ------------------------- | ---------------------------- | -------------------------- | ----------------------------- |
| بدر صالح التميمي       | 2595                      | 48.19%                       | 2830                       | 59.45%                        |
| عبدالرحمان جاسم الغانم | 1969                      | 36.40%                       | 1930                       | 40.55%                        |
| مربم يوسف علي          | 830                       | 15.41%                       |                            |                               |

| المرشح            | عدد الأصوات الجولة الأولى | النسبة المئوية الجولة الأولى | عدد الأصوات الجولة الثانية | النسبة المئوية الجولة الثانية |
| ----------------- | ------------------------- | ---------------------------- | -------------------------- | ----------------------------- |
| علي صقر الدوسري   | 1605                      | 44.42%                       | 2279                       | 65.15%                        |
| بدر سعود الدوسري  | 1161                      | 32.13%                       | 1219                       | 34.85%                        |
| ناجي يوسف الكواري | 513                       | 14.20%                       |                            |                               |
| محمد يوسف الكعبي  | 168                       | 4.65%                        |                            |                               |
| ناصح عايض الدخيل  | 166                       | 4.59%                        |                            |                               |

| المرشح               | عدد الأصوات الجولة الأولى | النسبة المئوية الجولة الأولى | عدد الأصوات الجولة الثانية | النسبة المئوية الجولة الثانية |
| -------------------- | ------------------------- | ---------------------------- | -------------------------- | ----------------------------- |
| محمد أبراهيم السيسي  | 1313                      | 34.31%                       | 1512                       | 42.84%                        |
| لولوه علي الرميحي    | 663                       | 17.32%                       | 2017                       | 57.16%                        |
| محمد جاسم الذوادي    | 571                       | 14.92%                       |                            |                               |
| نواف خالد يعقوب      | 466                       | 12.18%                       |                            |                               |
| فهد مرداس الدوسري    | 337                       | 8.81%                        |                            |                               |
| عبدالله ماجد الرميحي | 164                       | 4.29%                        |                            |                               |
| عيسى يوسف الدوسري    | 130                       | 3.40%                        |                            |                               |
| خالد خليفة الدوسري   | 93                        | 2.43%                        |                            |                               |
| عبدالله سعد سويد     | 79                        | 2.06%                        |                            |                               |
| أحمد راشد الفلاسي    | 11                        | 0.29%                        |                            |                               |